# 双峰嶂
双峰嶂，是位于中国广东省湛江市内的一座山，位于廉江市的西北部，海拨382米，是湛江市与雷州半岛内的最高峰，有“半岛第一峰”之称，面积约有100多平方公里，拥有2000多亩的森林，但植被稀疏，植物种类较单一。建有许多风力发电机，山上最著名的景点是一个名为“照镜石”的形似镜子的石头，传说中东汉的伏波将军出兵马援交阯反叛时，曾于此驻扎，并埋下锎鼓，故双峰嶂又被称为锏鼓嶂，东北方向与蜘蛛嶂对望，西南处又与婆髻嶂相隔，其南北面较陡，东西面较缓，山体呈从东西朝东南延伸状，泥土为砂土质。

## 引用
1. ↑  . 广东人民出版社. 2004: p348. ISBN 978-7-2180-4306-7. OCLC 56204706.
2. ↑  . 广东人民出版社. 1995: p12. ISBN 7-218-01957-9. OCLC 753315280.
3. ↑  . www.zhanjiang.gov.cn.   [2022-07-08]. （原始内容存档于2022-07-12）.
4. ↑  《湛江市地名志》编纂委员会. . 广东省地图出版社. 1989: p246. ISBN 7-805-22059-X. OCLC 299037635.
5. ↑  . paper.gdzjdaily.com.cn.   [2022-07-08]. （原始内容存档于2022-07-08）.